# Engbach (Our)
Der Engbach ist ein knapp 2 km langer rechter und nordwestlicher Zufluss der Our.

## Verlauf
Der Engbach entspringt in den Ardennen südlich von Merlscheid. Er mündet westlich  von Berterath in die Our.